# قائمة فراش السودان وجنوب السودان

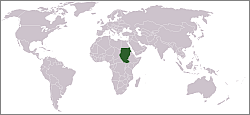
موقع السودان وجنوب السودان

يوجد حوالي 350 نوعًا معروفًا من العث في السودان وجنوب السودان . يشكل العث ذو النشاط الليلي والفراش ذو النشاط النهاري الترتيب التصنيفي لحرشفيات الأجنحة، تظهر الأهم منها في هذه القائمة، اعتمد اسم التصنيف الرئيس من معجم الملاح للحشرات 

## الفراشيات الحزازية أو حرمديات
الحرمديات أو أركتيداي أو الفراشيات الحزازية (Arctiidae) فصيلة كبيرة ومتنوعة من العثة منها 11,000 نوع موجودة حول العالم، منهم 6,000 نوع مداري. وتتضمن هذه الفصيلة المجموعات المعروفة باسم عثة النمر (أو النمور)، التي عادةً ما تكون زاهية الألوان، العاملات (التي عادةً ما تكون أغمق)، عثة الأشنيات وعثة الدبور. والعديد من الأنواع لها يسروع «مشعر» المعروف باسم الدببة الصوفية أو الديدان الصوفية. ويشير الاسم العلمي إلى (Gk. αρκτος = دُب). ويمكن أيضًا أن يسمى اليسروع باسم «عثة توسيك» (مع العلم بأنه، عادةً ما يشير هذا الاسم إلى لايمنترايداي (Lymantriidae).

## ذاتية الصفوف
ذاتية الصفوف (الاسم العلمي: )، فصيلة حشرات عثية من فيلق عثث منحنية القرون.

## حاملات الأكياس
حاملات الأكياس أو كوليوفوريدي أو العث حامل الكيس  أو فصيلة كوليوفوريدي (الإسم العلمي:Coleophoridae)، هي فصيلة من العثة ذات الحجم الصغير، تتواجد من هذه الفصيلة الكثير من العثث في جميع القارات، وأكثر ما تتواجد في الجزء الشمالي من الكرة الأرضية، ويندر أن تتواجد في القارات الجنوبية مثل إفريقيا وأوقيانوسيا وأمريكا الجنوبية.

## عائلة كوزموبتريجيدي أو كسميات الأجنحة
كسميات الأجنحة أو كوزموبتيريجيدي (الاسم العلمي: )، فصيلة حشرات عثية من رتبة حرشفيات الأجنحة.

## قتعيات السيقان
القَتَعيات أو عثيات الخشبأو عث النجار أو كوسيدي (الاسم العلمي: Cossidae)، فصيلة حشرات من حرشفيات الأجنحة، كبيرة القد. تحتوي هذه الفصيلة على أكثر من 110 جنس وما يقرب من 700 نوع معروف، والعديد من الأنواع الأخرى تنتظر التصنيف.

## عثث العشب
عثث العشب أو فراشات العشب (الاسم العلمي: Crambidae) هي فصيلة من الحشرات تتبع رتبة حرشفيات الأجنحة.

## عث ناخرات الحشائش أو ألاشستيات
الألاشستيات أو فراشات صانعات أنفاق أوراق الحشائش (الاسم العلمي: Elachistidae) هي فصيلة من الحشرات تتبع رتبة حرشفيات الأجنحة من طائفة الحشرات.
في الوصف الحديث والمختزل، فإن حشرة الألاشستيات هي حشرات صغيرة إلى صغيرة جداً (يبلغ طول جناحيها عادةً حوالي 1 سم). وتبدو أجنحتها شبيهة بالريش بسبب الشعر الناعم الذي يغطي أطراف الأجنحة، ويمكن أن تكون الأجنحة الخلفية صغيرة المساحة بشكل كبير، وتتكون بشكل أساسي من شريط صغير مع هامش عريض مشعر.

## الدوديات القرنفلية أو عنجوليات
العنجوليات أو فصيلة الجيليجييد (الاسم العلمي: Gelechiidae)، هي فصيلة من العثث تتبع رتبة الحرشفيات الأجنحة. وتُعد أكبر فصائل حرشفية الأجنحة الصغيرة الحجم إذ تحتوي على أكثر من 4500 نوعاً، شائعة الوجود وتتميز بوجود جناح خلفي ذو حافة خارجية مقوسة. تختلف بيانات اليرقات، فمنها التي تكون أنفاقا أو أوراما في النبات أو تعمل على ربط الأوراق. أنواع هذه الفصيلة من الآفات الاقتصادية الهامة على الحبوب المخزونة.

## الأرفيات
الأُرفيّة أو الذارعَات أو فصيلة جيومتريدي(الاسم العلمي: Geometridae) هي فصيلة من الحشرات تتبع رتبة حرشفيات الأجنحة من طائفة الحشرات. (هي مُشتقة من الكلمة اليونانية geo (γη or γαια 'the earth) وكلمة metron (μέτρων 'measure') -؛ يشار إلى اليرقات، بالديدان القياسة، والتي من الواضح أنها «تقيس الأرض» حيث إنها تتحرَّك بطريقة أقرب إلى الطيران) وهي عائلة تندرج ضمن رُتبة قشريات الجناح (Lepidoptera). وهي تُعتبر من العائلات الكبيرة، فهي تضم حوالي 35,000 نوعًا من العثث المرسومة وأكثر من 1,400 نوع من الأصناف الطبيعية الموجودة في أمريكا الشمالية. وأحد تلك الأنواع المعروفة هو العث المفلفل (Peppered Moth)،  (Biston betularia)، والذي قد أصبح موضوعًا هامًا في العديد من الدراسات الخاصة بـعلم الوراثة التجمعي. هناك بعض الأنواع الأخرى من العُثث الهندسية المعروفة برداءة سُمعتها لكونها من الآفات.

## لازيوكامبيدي أو يرقات الخيام
يرقات الخيام أو فصيلة لاسيوكومبيدي (الاسم العلمي: Lasiocampidae)، هي فصيلة من الحشرات تتبع رتبة حرشفيات الأجنحة. تحتوي على أكثر من 150 جنساً. وأكثر من 2000 نوعاً. يُعتبر من العثث متوسطة الحجم، ممتلئة الجسم، تغطي جسمها وأرجلها وعيونها شعر كثيف، قرون الاستشعار ريشية نوعاً ما في كلا الجنسين، ولكن الأسنان الموجودة على قرون الاستشعار تكون أطول في الذكور، ومعظم هذا العث ذو لون بني أو رمادي، وتتغذى اليرقات على أوراق الأشجار مسببة كثيراً من الأضرار البالغة، وتتحول اليرقة إلى عذراء في شرنقة قوية وسميكة.

## اليرقات ذات الأشواك أو عثيات كأسية
عثيات كأسية أو بزاقات عثية أو كوشيليدايدي أو فصيلة ليماكوديدي (الاسم العلمي Limacodidae)، هي فصيلة حشرات عثية من متغايرات العروق وتتبع الفصيلة العليا الزيغينينات. أنواعها نحو 1000 معظمها استوائي، يرقاتها مكسوة بشعر لاذع.

## عث الغجر أو متلافاوات
المتلافاوات أو فصيلة ليمانتريديدي (الاسم العلمي: Lymantriinae)، هي أسرة من الحشرات تتبع الفصيلة الأربوسية من رتبة حرشفيات الأجنحة.

## ميتاربليدي أو خلفيات البقعة التنفسية
عثيات نجارة أو عثيات الماعز (الاسم العلمي: )، فصيلة حشرات عثية من رتبة حرشفيات الأجنحة.
أكثر تنوعًا لها في البر الرئيسي الإفريقي (توجد فقط جنوب الصحراء)، يوجد أنواع متفرقة التوزيع للغاية في مدغشقر والمنطقة الشرقية عبر جنوب غرب وجنوب شبه الجزيرة العربية

## سويسات الورد أو سليلات
السليلات أو فصيلة نبتيكيوليدي (الاسم العلمي: Nepticulidae)، هي فصيلة من الحشرات تتبع رتبة حرشفيات الأجنحة. وهي فصيلة من الفراشات الصغيرة جداً التي تتوزع في جميع أنحاء العالم وتتميز بوجود غطاء للعينين فوق العينين (انظر أيضاً فراشات أوبوستيجيدا، وبوكولاتريكيدا، وليونيتيدا). وتشمل هذه الفراشات القزمية أو العث القزم، كما هو معروف، أصغر أنواع العث الحية، حيث يمكن أن يصل طول جناحيها إلى 3 ملم في حالة فراشة السليلات الأوروبية  ولكن عادةً ما يتراوح طول جناحيها بين 3.5 و10 ملم. تكون أجنحة العث البالغ ضيقة ورماحية الشكل، وأحياناً ذات علامات معدنية، وأجنحة العث البالغة مبسطة جداً مقارنةً بمعظم العثات الأخرى.

## ليليات
فراشة الناي الفضي أو الدودة نصف القياسية ذات الشكل 8 أو فصيلة نوكتويدي (الاسم العلمي: Noctuidae) (بالإنجليزية: owlet moths)، هي فصيلة من العثة ذات البناء القوي، والتي تشمل أكثر من 35,000 من الأنواع المعروفة وحوالي 100,000 إجماليًا، يشكلون أكثر من 4,200 جنس. وهي تعد أكبر فصيلة في قشريات الجناح. و يعتبر هذا التقسيم هو التقسيم المعروف عالميًا لحوالي 1,450 جنسًا موجودة في أوروبا
أغلبها له أجنحة أمامية باهتة اللون، ولكن بعضها له أجنحة خلفية زاهية الألوان. وعادةً ما يكون هناك بعض الاختلافات البسيطة بين الأجناس. وتطير الأغلبية العظمى من فصيلة الليليات ليلاً وتنجذب في الأغلب للضوء بشدةٍ وبشكل ثابت.

## فراشيات الصفصاف أو عثيات قنزعية
عثيات قنزعية (الاسم العلمي: Nolidae)، فصيلة حشرات من حرشفيات الأجنحة. تضم حوالي 1400 نوعًا موصوفًا في جميع أنحاء العالم.وهي حشرات صغيرة يغلب عليها اللون الباهت.

## العث ذو الظهر الماسي أو سنيات ظهرية
السنيات الظهرية أو فصيلة نوتودونتيدي (بالإنجليزية: Notodontidae)، هي فصيلة تنتمي لحشرات العثة إلى جانب وجود حوالي 3800 نوع معروفة. توجد عثث هذه الفصيلة في جميع أنحاء العالم، ولكن يتركز معظمها في المناطق الاستوائية، خاصةً في العالم الجديد (Miller, 1992). ويتم تضمين فصيلة دوديات الفراش الجرارة (سلسلة العثث) هنا في بعض الأحيان باعتبارها فصيلة فرعية.
تميل أنواع هذه الفصيلة إلى أن تكون ثقيلة الجسد وطويلة الجناحين، وتكون الأجنحة مطوية على ظهر الجسد الساكن. ونادرًا ما تُظهِر أيّ ألوانٍ زاهيةٍ، حيث إنها تكون عادةً رمادية أو بنية اللون بشكلٍ رئيسي، باستثناء الفصيلة الفرعية ديوبتيناي (Dioptinae) (Grimaldi and Engel, 2005). تعني هذه السمات أن السنيّات الظهرية تُشبه الليليات بالرغم من عدم وجود صلة وثيقة بين الفصائل. والحشرات الكبيرة منها فصائل الكبيرة لا تُغذي. ويوجد لدى العديد من الأنواع خُصل من الشعر الموجودة على الطرف الخلفي لأحد الجناحين الأماميين والذي يبرز إلى أعلى في حالة السكون. وهذا يعطيها الاسم الشائع المتمثل في البارزات (prominents). تعكس الأسماء الشائعة لبعض الأنواع الأخرى كثرة الشعر، مثل عثة الهرة (Puss Moth) والمجموعة المعروفة عمومًا باسم الهريرات (kittens) (الفُرَيقة نوع)، وسميت بذلك لأنها تشبه النُسخ الصغيرة من عثة الهرة.

## ديدان الحقيبة أو غيدانيات
الغَيْدَانِيَّات أو عثث كيس الدودة أو بسيكيات أو عث الحقيبة أو دودة الكيس (الاسم العلمي: )، فصيلة حشرات عثية من رتبة حرشفيات الأجنحة. تضم حوالي 1350 نوعًا. توجد في جميع أنحاء العالم.

## بيتروفوريدي أو حاملات الريش
حاملات الريشأو السَّبَّاجِيَّات أو فصيلة بتيروفوريدي (الاسم العلمي: )، هي فصيلة حشرات عثية من حرشفيات الأجنحة. أنواعه 1000 ضمن 90 جنس في أربع فُصيلات. تنتشر في معظم أصقاع العالم. تسرح من الغروب إلى فحمة الليل. طيرانها خفيف الحركة،
معتدل العرقصة والحوم. أجسامها صغيرة، نحيلة، قضيفة. رؤوسها معتدلة الجرم. عيونها صغيرة، ناشزة. قرونها الاستشعارية
خيطية. ملامسها نحيلة. مراشفها مستطيلة. حذناتها مفقودة. بطونها سهفية الخمل، عادمة الزغب. رواشنها صغيرة، مستطيلة الشكل.
الأمامية منها ثائية الأصابع المنعقفة الأطراف، الخلفية ثلاثية الأصابع المستقيمة. جرامزها تامة النمو. ظنابيبها الخلفية
مستطيلة، ثنائية المناخس الطويلة. اساريعها مستغلظة الأجسام، زباء. تعيش داخل الثمار أو داخل الأفناد التي تثقبها وتخلدها. خادراتها تمضي طور الأكمال مؤرجحة معلقة بالحصيفة أو مزلوة بخيط حريري المادة.

## الناريات
الناريات أو فصيلة بيراليدي (الاسم العلمي: Pyralidae)، هي فصيلة من قشريات الأجنحة (Lepidoptera) في البيرالويدا (Pyraloidea) التي هي الفصيلة العليا لفصيلة دتريسيا (ditrysia). في العديد من التصنيفات (وخصوصًا القديمة) يتم تضمين فراشات الحشائش (كرامبيدا) في البيراليدا بصفتها فصيلة فرعية، مما يجعل المجموعة المندمجة واحدة من أكبر الفصائل في حرشفيات الأجنحة.

## الطاووسيات أو عثة زحل
عثة زحل أو فصيلة ساتورنييدي (الاسم العلمي: Sarurniidae) هي أحد العائلات الكبرى من العثة (فراشات ليلية). يوجد منها نحو 1500 نوع في جميع أنحاء العالم. تعيش الغالبية العظمى منها في المناطق الاستوائية وما يحيطها. وتستخدم بعض أنواعها لاكتساب الحرير.

## الفراشات الزنبورية أو وراشيات
وَرَّاشيَّات أو الفراشات الزنبورية أو الحفارات رائقة الأجنحة أو فصيلة سيسييدي(الاسم العلمي: Sesiidae)، هي فصيلة حشرات من الحمويّات ورتبة حرشفيات الأجنحة المخصورة. أجناسها وأنواعها المعروفة عديدة منتشرة في جميع أصقاع العالم خاصة في البلاد الحارة والمعتدلة الحرارة. أجسامها متباينة الحجوم، منها الصغيرة والوسطى والكبيرة، جميعها قريبة الشبه بالنحل والزنابير. أثوابها ملونة يكثر فيها الأصفر المجزّع بالأسود. جميعها تصفن في التربة. محاجرها رداه فسيحة تغور نحو 10 سم. مداخلها أنفاق أنبوبية الشكل منحرفة السطوح. قوتها الذباب والهوام والصغير من ذوات الجناحين تقتنصها فتخدّرها وتنقلها إلى أصفانها زادًا لها وليرقاتها.

## الهوليات
الفَراش الصقريّ أو عثث أبو الهول أو العثث الصقرية أو الديدان القرنية أو فصيلة سفينجيدي (الاسم العلمي: Sphingidae) هي فصيلة من الحشرات تتبع رتبة حرشفيات الأجنحة من طائفة الحشرات. تلك الفصيلة التي تشمل 1450 نوعًا. وهي ممثلة جيدًا في المناطق الاستوائية ولكن توجد منها أنواع في جميع الأقاليم. يتراوح حجمها بين المتوسط إلى الكبير وتتميز بين الفراشات بقدرتها السريعة والطويلة على الطيران. تمثل الأجنحة الضيقة والبطن الانسيابي وسائل تكيف من أجل الطيران السريع.

## ثيريدايدي أو صميليات
صميليات أو الفراشات شباكية الجناح (الاسم العلمي Thyrididae)، فصيلة حشرات من رتبة حرشفيات الأجنحة. أجناسها وأنواعها المعروفة نحو 600 منتشرة بأكثريتها في المناطق الاستوائية من العالمين القديم والجديد. اجسامها صغيرة، عصلبية، شبه أسطوانية الشكل. بسطتها تراوح من 15 إلى 20 مم. رؤوسها شبه مكورة. عيونها صغيرة. قرونها الاستشعارية خيطية. ملامسها مستطيلة. اخطامها كبيرة. بطونها متراكبة السهف الدقيق. مرزاتها مستطيلة. اجنحتها مشرشرة الحتار، عادمة التهديب. أثوابها مزخرفة. اساريعها كثيمة، خاضلة، تعيش ضمن لفافات من الورق بوقية الشكل.

## السعفيات أو عث الملابس
السوسيات الفراشية أو الحنطبيات أو فصيلة تينيدي (Tineidae) هي فصيلة من العث مصنفة تحت رتبة حرشفيات الأجنحة. وتُعرف إجمالاً باسم العث الفطرية (fungus moths) أو العث الفراشية (tineid moths). وتحتوي الفصيلة على أكثر بكثير من 3000 نوع مصنفة تحت ما يزيد عن 300 جنس. وتتميز معظم العث الفراشية بأنها صغيرة أو متوسطة الحجم، ولديها أجنحة محمولة بشكل جانبي على الجسم الساكن. وتنتشر بشكل خاص في المنطقة القطبية الشمالية القديمة، ولكن يوجد العديد منها في أماكن أخرى، كما يمكن العثور عليها على نطاق واسع للغاية بوصفها أنواعا مستقدمة.

## الفراشيات الفتالة
الفراشيات الفتالة أو فصيلة تورتريسيدي(الاسم العلمي: Tortricidae) (بالإنجليزية: tortrix moths) وهي فصيلة من حشرات العث تحت رتبة حرشفيات الأجنحة. تعتبر الفراشيات الفتالة فصيلة كبيرة تضم أكثر من 10350 فصيلة مذكورة، وهي العضو الوحيد في العائلة الفائقة تورترايسيدي (Tortricoidea). وتعتبر العديد من حشرات العث هذه مهمة من الناحية الاقتصادية. أوليثريوتيدي (Olethreutidae) هو مرادف حديث العهد. إن وضعية الوقوف النموذجية هي والأجنحة مثنية للخلف لتكون منظرًا جانبيًا مكتملاً أفضل.

## زيلوركتيدي أو ضرسميات
الضرسميات أو عث الخشب (الاسم العلمي Xyloryctidae)، فصيلة حشرات من العث ورتبة حرشفيات الأجنحة. توجد معظم الأجناس في المنطقة الهندية الأسترالية. وفي حين أن العديد من هذه الفراشات صغيرة الحجم، إلا أن بعض أفراد هذه الفصيلة يصل طول جناحيها إلى 66 ملم، مما يجعلها من العمالقة بين الفراشات الدقيقة. تأتي أول حالة مسجلة لاسم شائع لهذه الفراشات من كتاب سوينسون عن تاريخ الحشرات وترتيبها الطبيعي (1840).

## عث معرية الأوراق
بَزَّيَّات أوعثيات حرجية أو نيريات أو عثيات كزبرة الثعلب أو عث نبات مُسيكة (الاسم العلمي Zygaenidae)، فصيلة حشرات من العث حرشفيات الأجنحة.أنواعها 1000، أغلبها استوائية وهناك تمثيل جيد لها في المناطق المعتدلة. وتعرف أيضًا باسم عث الدخان.